# (9930) Billburrows
(9930) Billburrows est un astéroïde de la ceinture principale.

## Description
(9930) Billburrows est un astéroïde de la ceinture principale. Il fut découvert le 5 février 1984 à la station Anderson Mesa par Edward L. G. Bowell. Il présente une orbite caractérisée par un demi-grand axe de 2,44 UA, une excentricité de 0,10 et une inclinaison de 7,5° par rapport à l'écliptique.

## Compléments